# غملول مقلوب الأوراق
الغملول مقلوب الأوراق نوع نباتي يتبع جنس الغملول من الفصيلة الرصاصية.

## الموئل والانتشار
موطنه تركيا.